# Station d'épuration de Reims Métropole
La station d'épuration de Reims Métropole  est une station d’épuration (STEP) située dans la Marne sur le site de l’ancien équipement, chemin des temples à Saint-Brice-Courcelles.
Elle est exploitée et maintenue en régie sous la conduite de la Direction Adjointe d’Exploitation du Centre (DEC) et de la Direction de l’eau et de l’Assainissement (DEA) du Grand Reims.
La capacité globale de traitement est de 470 000 équivalents-habitants.

## Historique
En 1880, les eaux usées de la ville sont, en partie, canalisées et dirigées vers des champs d'épandages sur un site dit « Les Eaux Vannes », à l'extérieur de la ville, servant de filtres naturels, à ces eaux "urbaines"
En 1963, construction de la première station d'épuration rémoise, implantée sur le site même des Eaux Vannes.
En 1999, la station d'épuration est remplacée par une nouvelle station, pour un coût de 71 Millions d’Euros, répondant à des normes très strictes et ayant une capacité globale de 470 000 équivalents-habitants.
Le 07 Mars 2000, la Direction de l'Eau & de l'Assainissement est certifiée ISO 9001 pour les services liés à l'activité "eau potable".
En 2002, Reims métropole met fin, de manière anticipée, au contrat qui la liait avec Véolia (ex Vivendi) pour l'exploitation de la station d'épuration de 1969 à 2002. Véolia a réclamé, à la collectivité, une indemnité de 17 millions d'euros pour avoir décidé la résiliation anticipée du contrat mais a été débouté par le Tribunal administratif de Châlons-en-Champagne.
Depuis 2002, après résiliation du contrat avec Véolia, la station d’épuration est exploitée en régie.
En 2016, mise en œuvre d’un projet de création d’une zone humide artificielle qui vise à l’amélioration du traitement des eaux issues de la station d’épuration et des eaux pluviales excédentaires en  stockant l’eau en période humide et la restituant petit à petit en période sèche. Elle a pour but de lisser les effets de la pluie et de réduire la pollution dans la Vesle.

## Fonctionnement
Le traitement de l’eau se déroule, dans cette station, en trois phases :
Un pré-traitement qui consiste à enlever les détritus (bouteilles, sacs plastiques,…) par passage par des grilles puis à séparer les sables et les graisses.
Ce pré-traitement est suivi d’un traitement biologique en « stimulant » les bactéries déjà présentes dans les eaux qui vont former des boues. Ces eaux chargées de boues seront séparées par passage dans des clarificateurs. Les boues sont récupérées pour être traitées avant épandage sur des cultures si elles remplissent les normes requises.
L’eau ainsi clarifiée fait ensuite l'objet d’un traitement dit « tertiaire », par mélange avec du chlorure ferrique, du sable et du polymère. Ce mélange permet d’agglutiner les dernières matières en suspension et particules de phosphore. Il est envoyé vers un décanteur pour séparer le sable, les boues et l’eau avant de la rejeter dans la Vesle.
Les rejets de la STEP se font dans le fossé Collard, long de 4 km, qui rejoint la Vesle par la rive droite.

## Les Installations de la station d'épuration de Reims Métropole
La station comprend :
- des dégrilleurs : ce sont des installations constituées de plusieurs niveaux de grilles avec des mailles de plus en plus serrés pour récupérer les éléments transportés par l'eau.
- des bassins appelés dessableurs-deshuileurs.
- des clarificateurs: ce sont des bassins de décantation secondaire. La clarification, opérée dans ces bassins, permet de récupérer les boues restantes avant le rejet dans les eaux dans la Vesle.
- un décanteur lamellaire : c'est un ouvrage de décantation dans lequel des lamelles parallèles inclinées réduisent la taille de l'ouvrage par rapport à un décanteur horizontal[7].
- des hydrocyclones: ce sont des appareils qui séparent les particules solides de l'eau en utilisant la force centrifuge. Cela permet de séparer les particules de densité différentes.
- des tables d’égouttage pour les boues.
- un laboratoire.

## Mesures préventives
Pour limiter les actions d'épuration des eaux usées, limiter les coûts induits et améliorer la qualité de l’eau rejetée dans la Vesle, des actions de prévention sont régulièrement menées vis-à-vis des utilisateurs de l’eau de la régie municipale, notamment pour les lingettes pseudo dégradable.

## Usage des boues d'épuration
La station d’épuration produit environ 27 000 tonnes par an de boues chaulées qui sont valorisées par épandage en agriculture. Les boues sont stockées pendant une année avant épandage.
Les boues font l’objet d’une analyse de la valeur agronomique avant épandage.
La valorisation agricole des boues est assurée par Suez Organique.

## Galerie

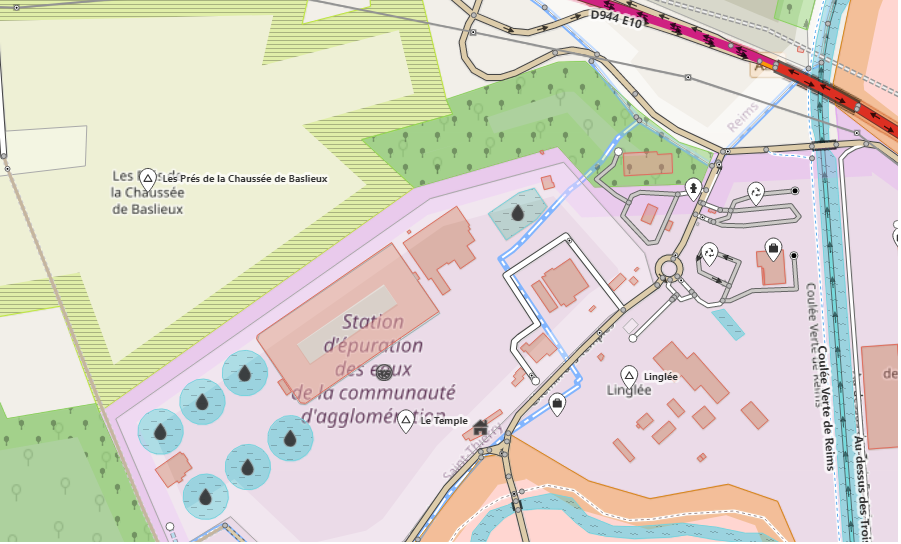
Schéma Station d'épuration de Reims Métropole (OpenStreetmap)
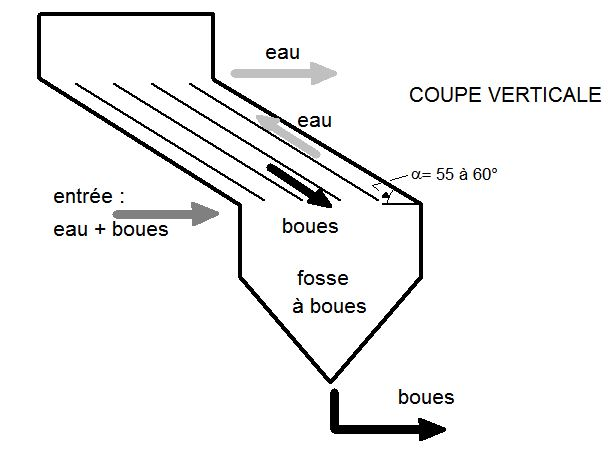
Décantation lamellaire à courants croisés d’après Satin & Selmi 1995

## Cadre légal
Arrêté préfectorale N°49-2013- portant autorisation au titre de l’application de l’article L214-3 du code de l’environnement concernant l'épandage des boues de la station d’épuration de l’agglomération de Reims sur le territoire de 95 communes de la Marne.